# ادوارد جنر
ادوارد جِنِر (به انگلیسی: Edward Jenner) (زادهٔ ۱۷ مهٔ ۱۷۴۹ _ درگذشتهٔ ۲۶ ژانویهٔ ۱۸۲۳) یک پزشک انگلیسی بود که کاربرد واقعی واکسیناسیون را کشف کرد. او را همچنین پدر ایمنی‌شناسی می‌دانند، و گفته می‌شود کار او بیش از هر کس دیگری جان انسان‌ها را نجات داده‌است.

## زندگی
ادوارد در ۱۷ ماه مهٔ ۱۷۴۹ در برکلی به‌عنوان هشتمین فرزند خانواده زاده شد. به علت موقعیت پدرش توانست از تحصیلات ابتدایی خوبی برخوردار شود و از چهارده‌سالگی به مدت هشت سال تحت تعالیم یکی از جراحان بود. در سال ۱۷۷۰ به بیمارستان سنت جورج رفت و تحت تعالیم جراح جان هانتر قرار گرفت. وی به‌همراه دوستانش حلقه‌ای را بعدها تشکیل دادند که به خواندن مقالات پزشکی و چاپ آنان همت می‌گماشت.

## واکسيناسيون

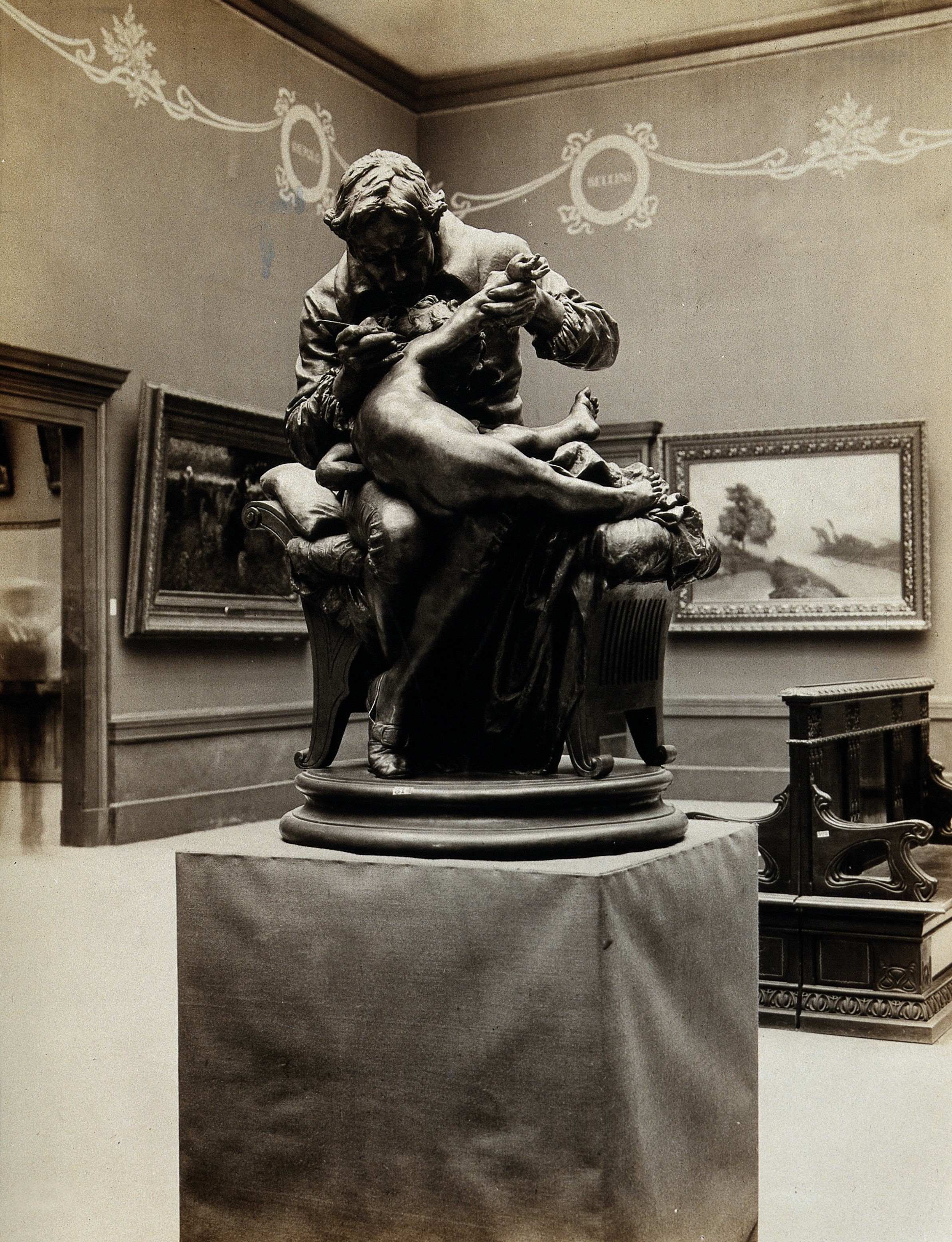
تندیس ادوارد جنر در حال زدن واکسن آبله به پسر خودش، موزه ملی هنرهای معاصر، رم

ادوارد جنر در کودکی شنیده بود که شیردوشان پس از ابتلا به آبلهٔ گاوی هرگز به بیماری آبله مبتلا نمی‌شوند. پس از اینکه جنر پزشک شد و با بیماران آبله مواجه شد به بی‌فایده بودن تلاش‌هایش برای درمان این بیماری پی برد. او تحقیق کرد و دریافت شیردوشان تقریباً هرگز، حتی وقتی از مبتلایان به آبله پرستاری می‌کنند، دچار آبله نمی‌شوند. به فکرش رسید که آبله گاوی را به افراد تلقیح کند، و آنها را از ابتلا به بیماری مرگبارتر آبله مصون سازد.
هرچند در سال‌های قبل نیز کارهای پراکنده‌ای در خصوص واکسن انجام شده بود، ولی اولین بار وی در ۱۴ می ۱۷۹۶ پسری هشت‌ساله به نام جیمز فیلیپ (پسر باغبانشان) را در برابر بیماری آبلهٔ گاوی واکسینه کرد. این بیماری مانند بیماری آبله ولی کم‌خطرتر از آن است. پس از آنکه جنر میکروب بیماری آبله را به آن پسر تزریق کرد، چون واکسن آبلهٔ گاوی در وی مصونیت ایجاد کرده بود، به بیماری آبله مبتلا نگردید.
امروزه بسیاری از مردم جهان خود را در برابر بیماری‌های مختلف واکسینه می‌کنند.